# Prajapati
Prajapati —sànscrit IAST: Prajāpati-Rajjan o Rajanya, devanagari: प्रजापति; «Pare o Senyor de les criatures», «progenitor», «demiürg»— és una deïtat veda de l'hinduisme. És el déu creador, pare dels déus i semidéus, els asures, i els dimonis. El terme també connota molts déus diferents depenent del text hindú, que van des del déu creador fins a ser el mateix Brahma, Vishnu, Xiva, Agni, Indra, Vishvakarma, Bharata, o d'altres. En la literatura i medieval hindú, el terme prajapati és equivalent al concepte metafísic anomenat Brahm (Svayambhu Brahm) o, alternativament, es descriu a Brahm com aquell que abans existia com a Prajapati. El concepte contradictori, variant i evolutiu del personatge en la mitologia hindú reflecteix la diversitat de la seva cosmologia.